# Ruth (cràter)
|  | Aquest article tracta sobre un cràter del planeta Venus. Si cerqueu un cràter de la Lluna, vegeu «Ruth (cràter lunar)». |

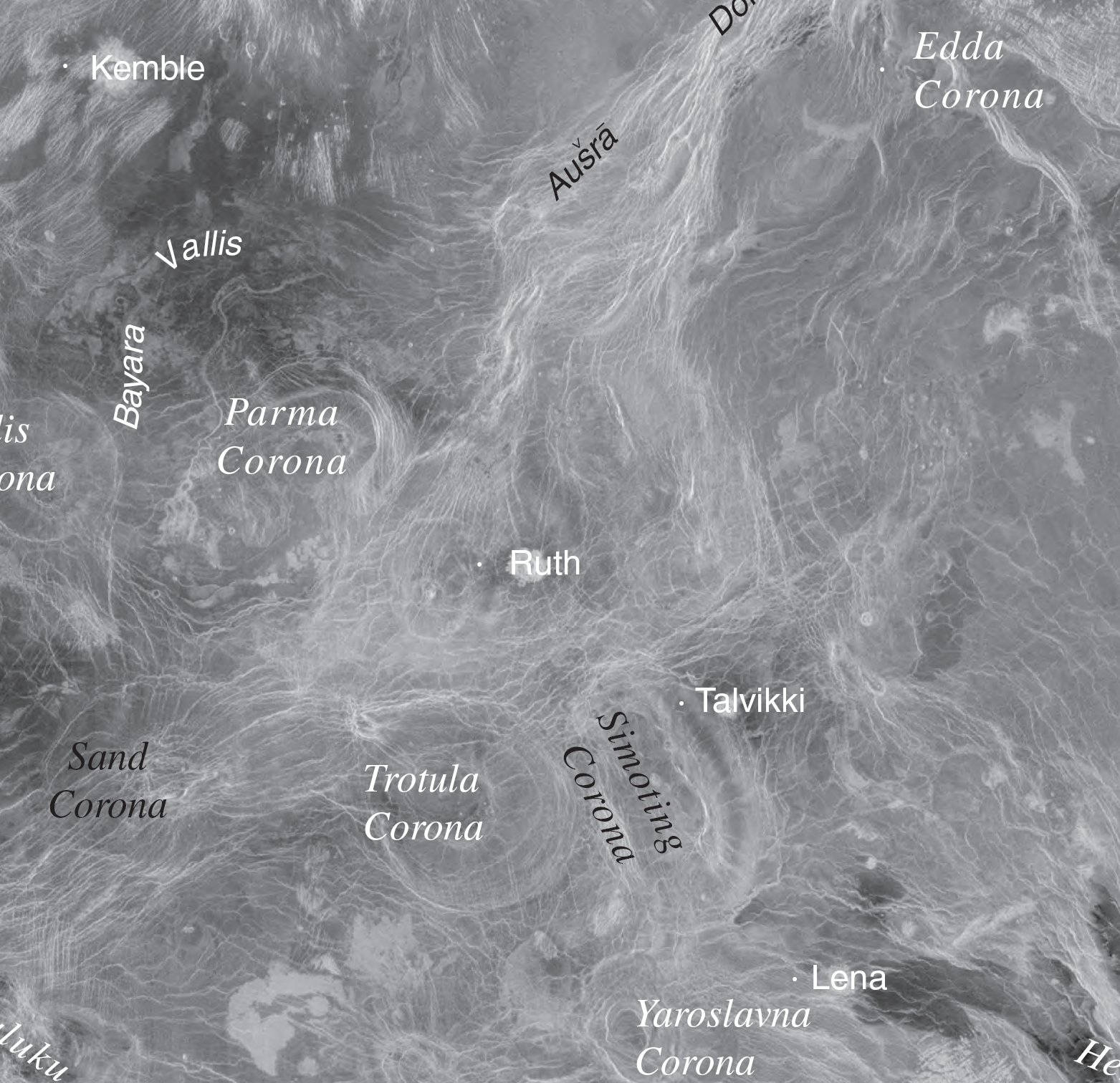
Imatge del cràter sobre Venus.

Ruth és un cràter d'impacte en el planeta Venus de 18,5 km de diàmetre. Porta el nom d'un antropònim hebreu, i el seu nom va ser aprovat per la Unió Astronòmica Internacional el 1985. El cràter, basat en dades proporcionades per la sonda espacial Magellan, té una elevació de 6,051 km.